# Беннетт, Бернард
Бе́рнард Бе́ннетт (англ. Bernard Bennett, 31 августа 1931 — 12 января 2002) — английский профессиональный игрок в снукер и английский бильярд.

## Биография и карьера
Бернард Беннетт никогда не считался очень талантливым игроком. Так, на чемпионатах мира 1986 и 1987 годов Беннетт, будучи уважаемым ветераном, проигрывал своим соперникам всухую в первом квалификационном раунде. Свой дебют на чемпионате Беннетт сделал в 1969-м, но уступил в первом же матче Рексу Уильямсу 4:25. Ему же Бернард уступил звание чемпиона мира по английскому бильярду в 1971 году.
Первый успех к нему пришёл на чемпионате в Австралии, когда он победил местного игрока Уоррена Симпсона 8:2. Затем, в четвертьфинале он проиграл будущему победителю Алексу Хиггинсу.
Следующая победа на профессиональных соревнованиях пришла к Беннету в 1989-м, когда он выиграл у Клайва Эвертона.
Несмотря на скромные достижения в снукере, Беннетт был истинным энтузиастом и очень любил эту игру. Дункан Мур, тренер в бильярдном клубе Саутгемптона (клуб основал Беннет) описывал его как «одного из величайших энтузиастов».
Беннетт был известен и как один из восьми основателей ассоциации профессиональных бильярдистов (Professional Billiards Players' Association) в 1969 году, а позже, в 1982-м, стал одним из основателей WPBSA. В то время он даже не мог представить, насколько «вырастет» снукер благодаря этой организации. WPBSA создавалась преимущественно такими ранними игроками-профессионалами, как Беннетт; кроме того, создавать эту организацию ему помогали такие знаменитые снукеристы, как Рэй Риардон, Фред Дэвис, Рекс Уильямс и Джон Спенсер.
Бернарда привлёк к снукеру его старший брат Джон. Любовь к снукеру никогда не покидала Беннетта, и он совмещал игру со своей работой плотника. Семья Беннетта переехала в Саутгемптон в 1965-м и стала зарабатывать на торговле домами.
Беннетт часто посещал местный бильярдный клуб, и в 1967-68 годах стал одним из двух победителей проводящегося там любительского турнира. Также, в 1970 и 1980-х годах в своём собственном клубе Беннетт стал проводить любительские матчи с участием звёзд снукера — например, в турнирах 1975 и 1979 годов побеждал Алекс Хиггинс. Первый менеджер клуба Альф Хоббс до сих пор играет в бильярд в свои 88 лет, и описывает те турниры как «лучшие из когда-либо проводившихся». Эти соревнования длились по три дня и игрались при полном аншлаге.
Беннетт продолжал профессиональную карьеру даже после своего 60-летия, но вскоре вынужден был оставить снукер из-за проблем с сердцем.
Умер Беннетт 12 января 2002 года в Саутгемптоне.